# Пейган-рок
Пейган-рок (англ. pagan rock — языческий рок) — жанр рок-музыки, созданный приверженцами неоязыческих традиций. Он произошёл от готик-рока в 1980-х годах. Группы этого жанра часто используют языческие и оккультные образы и затрагивают языческие темы. В некоторых случаях определение расширяется и включает рок-группы, которых поддерживают современные язычники.

## История
Первой неоязыческой рок-группой была The Quest, созданная Тоддом Алленом. Пейган-рок как отдельный жанр возник в Великобритании в 1980-х годах, в частности, из готик-рока и родственных ему жанров пост-панка. Готик-рок стал популярным среди молодых язычников как альтернатива стилю певцов и авторов песен, созданному язычниками из поколения бэби-бума, который доминировал в неоязыческих институтах в 1980-х и 1990-х годах. Одной из первых групп, которую пресса назвала пейган-роком, была Inkubus Sukkubus, основанная в 1989 году, в которой есть викканские участники и чьи песни используют языческие образы и языческие темы. После того, как Inkubus Sukkubus добились определённого успеха со своим дебютным альбомом в 1993 году, появилось множество готик-рок и дарквэйв-групп с неоязыческими участниками и лирическими темами. К середине 2000-х годов пейган-рок полностью интегрировался в мейнстрим неоязыческих мероприятий и институтов.

## Направления в музыке

### Этно-готика
Более широкая популярная музыкальная сцена сформировалась в Европе вокруг таких фестивалей, как Wave-Gotik-Treffen в Германии и Castlefest в Нидерландах. Формула таких групп, как Dead Can Dance, породила то, что Питц-Уотерс назвал «этно-готикой», представленное такими группами, как Ataraxia из Италии, Rhea's Obsession из Канады и австралийской музыкантшей Луизой Джон-Крол. Другие открыто языческие или оккультно-ориентированные группы, явно обязанные Dead Can Dance, включают Seventh Harmonic, Atrium Animae, Daemonia Nymphe, Trobar de Morte и Íon.

### Пейган-фолк
Немецкая группа Faun образовалась в 1999 году и добилась своего первого массового успеха в Германии в 2013 году. Они вышли из нео-средневековой музыкальной сцены, но разработали эклектичный стиль, включающий в себя фолк и электронную музыку. Они назвали это «пейган-фолк» — термин, который подхватили другие группы, такие как Omnia из Нидерландов. Типичными для пейган-фолка являются домодернистские инструменты, средневековые костюмы и образы, а также современные элементы, призванные создать идеализированное видение архаического прошлого, присутствующего в современном мире.